# Etonogestrel
Etonogestrel (łac. etonogestrelum) – wielofunkcyjny organiczny związek chemiczny, pochodna 19-nortestosteronu, biologicznie czynny metabolit dezogestrelu, pierwszej generacji lek przeciwhistaminowy, stosowany jako środek antykoncepcyjny w implantach i krążkach dopochwowych.

## Mechanizm działania biologicznego
Etonogestrel wykazuje prawdopodobnie następujący efekt biologiczny u człowieka: hamowanie owulacji, zwiększenie gęstości śluzu szyjkowego oraz atrofię endometrium co w efekcie uniemożliwia zajście w ciążę. Implant powiniennem być stosowany nie dłużej niż przez 3 lata, przez pierwsze 2 lata nie obserwuje się owulacji, natomiast w trzecim roku zdarzają się sporadyczne owulacje. Wskaźnik Pearla dla etonogestrelu wynosi 0,38. 

## Zastosowanie medyczne
- antykoncepcja w postaci implantu podskórnego u kobiet w wieku 18–40 lat[6]
- antykoncepcja w postaci krążka dopochwowego w połączeniu z etynyloestradiolem u kobiet w wieku 18–40 lat[6]

Etonogestrel znajduje się na wzorcowej liście podstawowych leków Światowej Organizacji Zdrowia (WHO Model Lists of Essential Medicines) (2019).
Etonogestrel jest dopuszczony do obrotu w Polsce (2020).

## Działania niepożądane
Etonogestrel najczęściej może powodować następujące działania niepożądane u ponad 1% pacjentów niezależnie od systemu: ból głowy, tkliwość piersi, trądzik pospolity, zaburzenia menstruacji, zapalenie pochwy, zwiększenie masy ciała. 